# Centocelle
Das VII Munizipium Centocelle war eines der 19 Munizipien der Stadt Rom, die bis zum 11. März 2013 existierten. Es lag im Osten der Stadt im Anschluss an das Munizipium Prenestino und erstreckt sich in etwa zwischen der Via Casilina und der Bahnstrecke Rom–Pescara.
Centocelle hatte 123.402 Einwohner (2010). Es teilte sich in folgende Ortsteile auf.
| 7a     | Centocelle                    | 55.758  |
| 7b     | Alessandrina                  | 28.256  |
| 7c     | Tor Sapienza                  | 12.648  |
| 7d     | La Rustica                    | 10.667  |
| 7e     | Tor Tre Teste                 | 11.924  |
| 7f     | Casetta Mistica               | 842     |
| 7g     | Centro Direzionale Centocelle | 1.343   |
| 7h     | Omo                           | 1.500   |
| Gesamt | Gesamt                        | 123.402 |

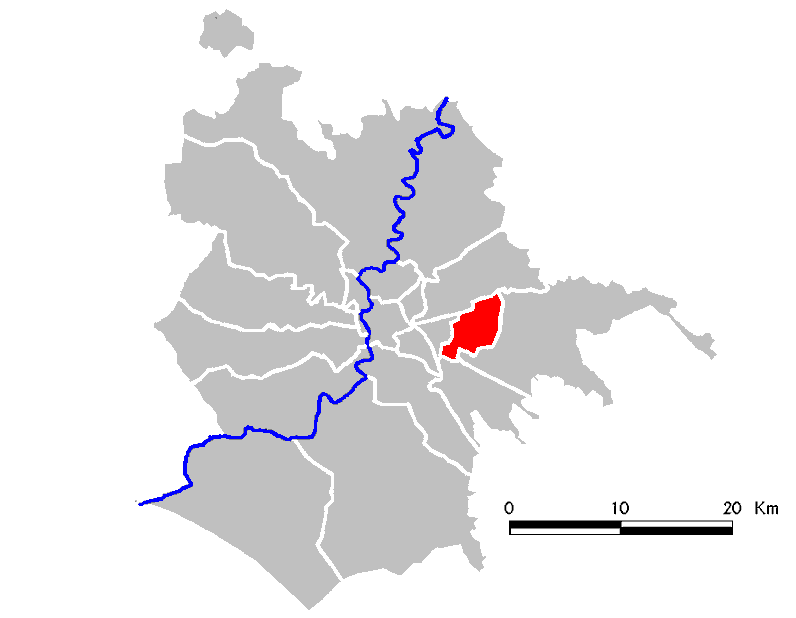
Lage von Centocelle in Rom

Das Gebiet wurde zu Beginn des 20. Jahrhunderts besiedelt. Die Haupterschießungsstraßen waren die Via Prenestina und die Via Casilina.
Nach dem 11. März 2013 wurde ein neues Munizipium VII gebildet, das aus Teilen des ehemaligen Munizipium IX und X besteht. Das ehemalige Munizipium VII wurde zusammen mit dem Munizipium VI zum Munizipium V.